# Biosfeerreservaat Doenajsky
Het Biosfeerreservaat Doenajsky (Oekraïens: Дунайський біосферний заповідник; Russisch: Дунайский биосферный заповедник) is een strikt natuurreservaat gelegen in de oblast Odessa van Oekraïne. Het gebied werd op 9 december 1998 toegevoegd aan de lijst van biosfeerreservaten onder UNESCO's Mens- en Biosfeerprogramma (MAB) en werd kort daarvoor, op 10 augustus 1998, per presidentieel decreet (№ 861/98) tot natuurreservaat benoemd. Het Biosfeerreservaat Doenajsky is bovendien een Ramsargebied, wat betekent dat het een watergebied is van internationaal belang, in het bijzonder voor watervogels. Het gebied grenst in het zuiden aan Roemenië en het op Roemeens grondgebied gelegen Biosfeerreservaat Donaudelta. De twee biosfeerreservaten vormen samen een internationaal beschermde zone. De oorspronkelijke grootte van het Biosfeerreservaat Doenajsky was 464,029 en werd op 2 februari 2004 per presidentieel decreet (№ 117/2004) uitgebreid tot 502,529 km².

## Fauna
Onder de zeldzame zoogdieren in het gebied bevinden zich de das (Meles meles), Europese nerts (Mustela lutreola), otter (Lutra lutra), gewone jakhals (Canis aureus) en de gevlekte soeslik (Spermophilus suslicus). Daarnaast is er een grote verscheidenheid aan broedvogels te vinden, waaronder de dwergaalscholver (Microcarbo pygmeus), roze pelikaan (Pelecanus onocrotalus), kroeskoppelikaan (Pelecanus crispus), woudaapje (Ixobrychus minutus), roerdomp (Botaurus stellaris), zwarte ibis (Plegadis falcinellus), lepelaar (Platalea leucorodia), zeearend (Haliaeetus albicilla) en snor (Locustella luscinioides).

## Afbeeldingen

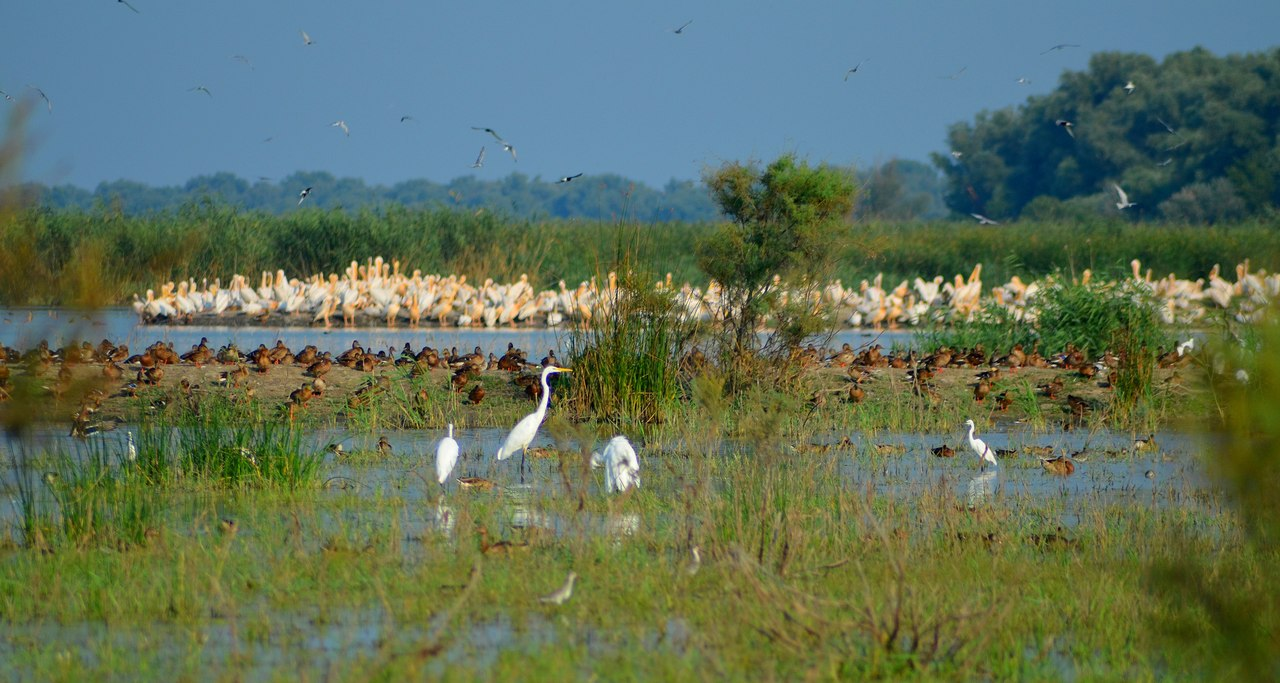
Op de voorgrond enkele grote zilverreigers (Ardea alba), met op de achtergrond een kolonie met roze pelikanen (Pelecanus onocrotalus).
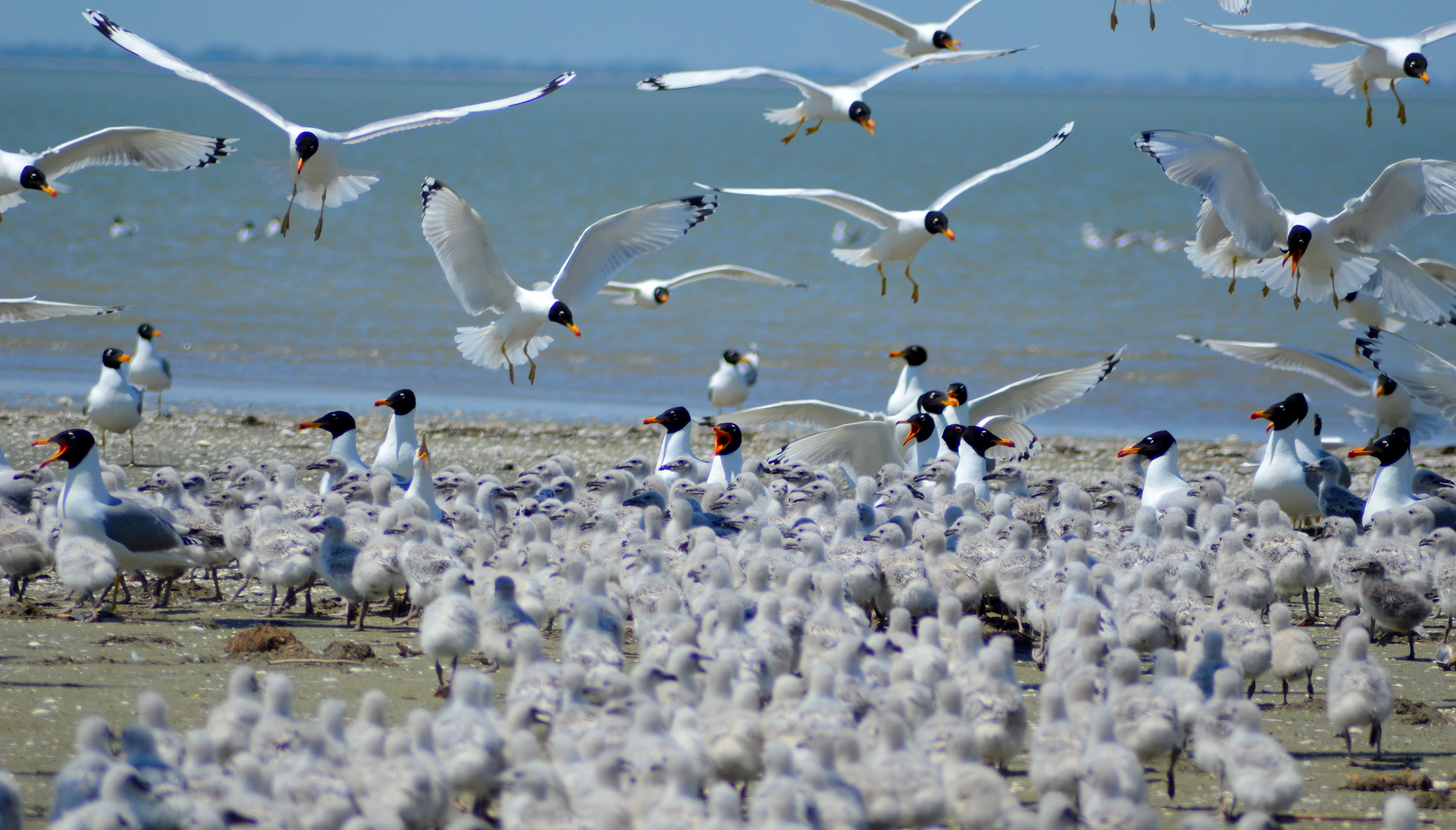
Een kolonie reuzenzwartkopmeeuwen (Ichthyaetus ichthyaetus).
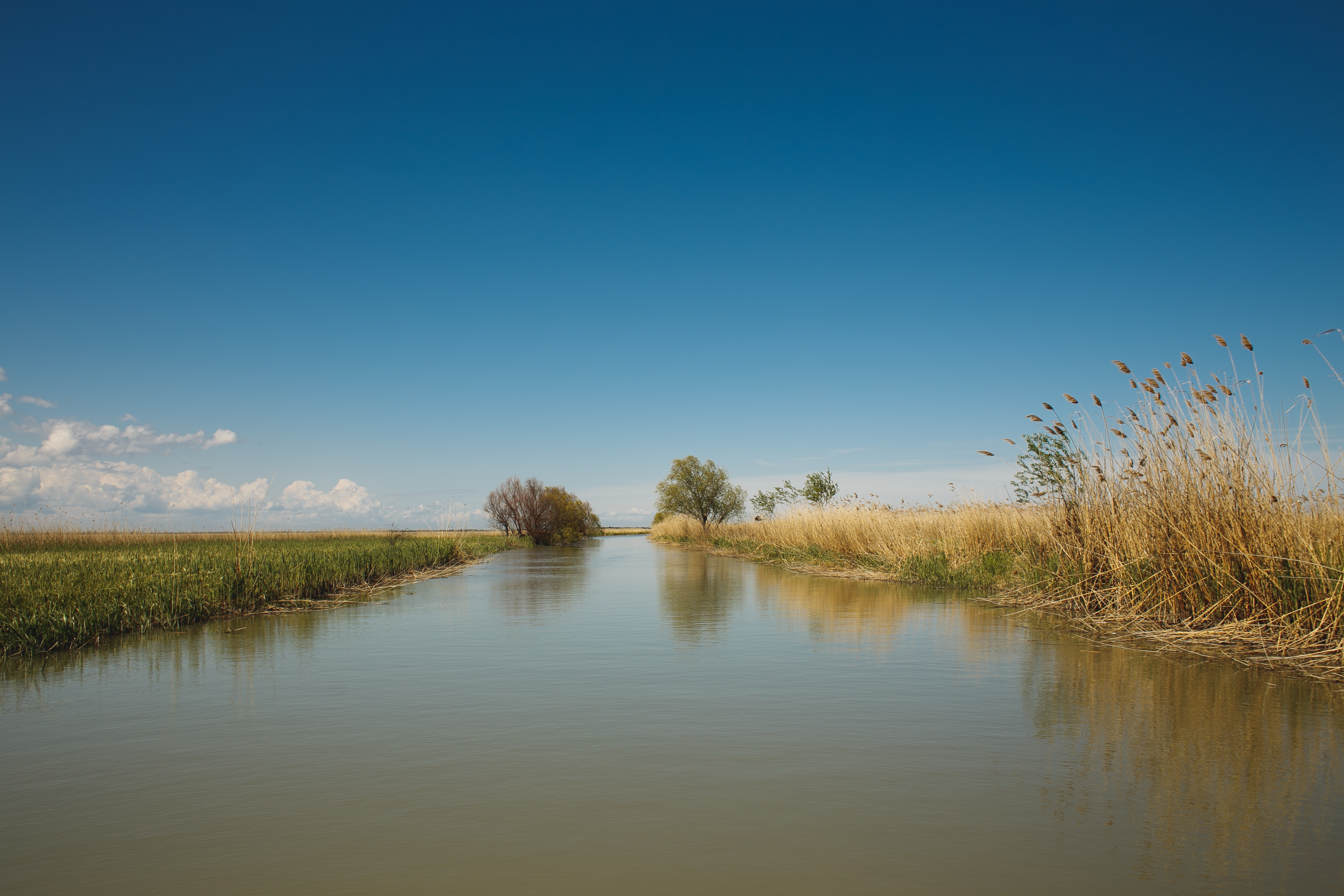
Moeraslandschap in Biosfeerreservaat Doenajsky.
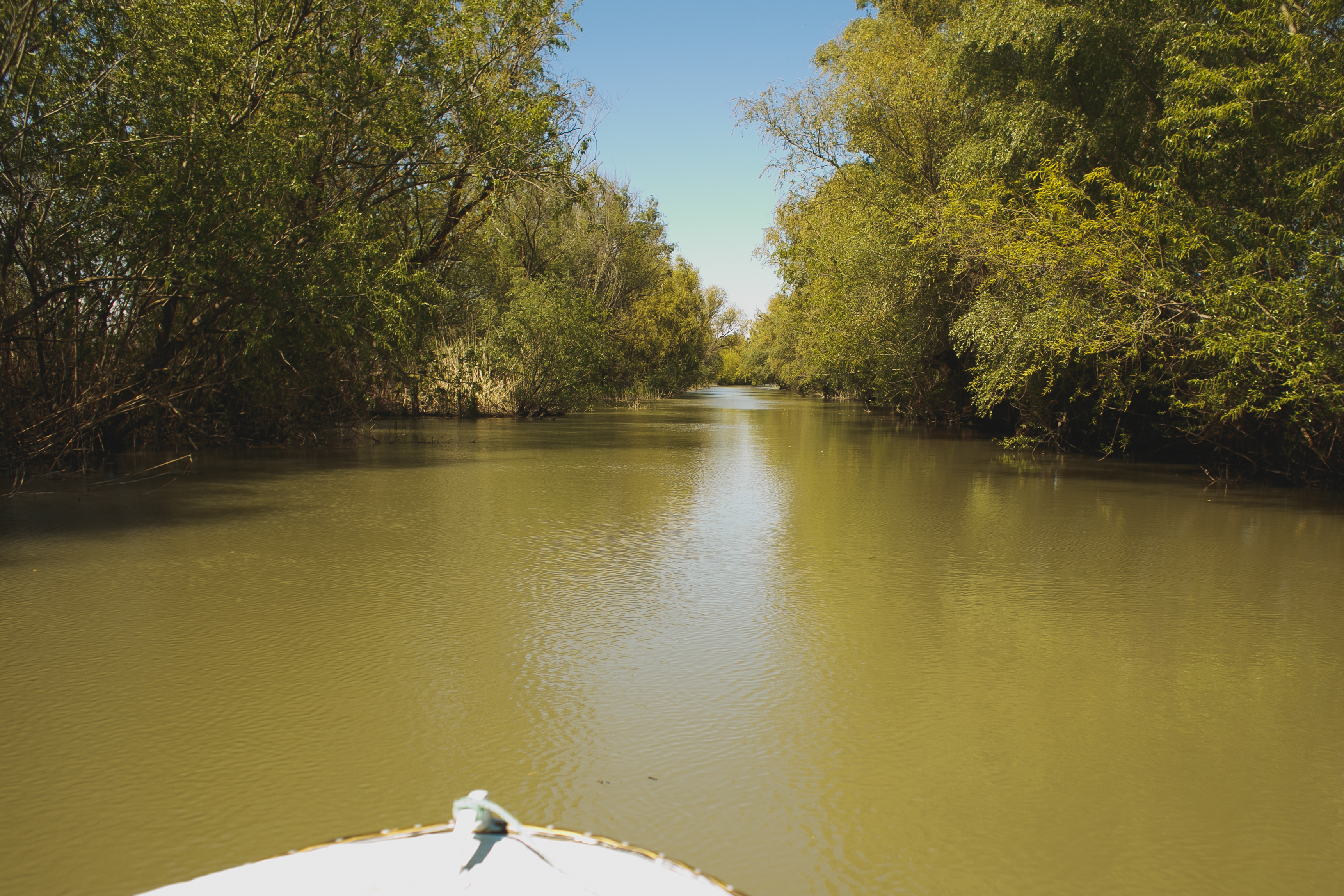
Een van de rivierarmen van de Donaudelta.
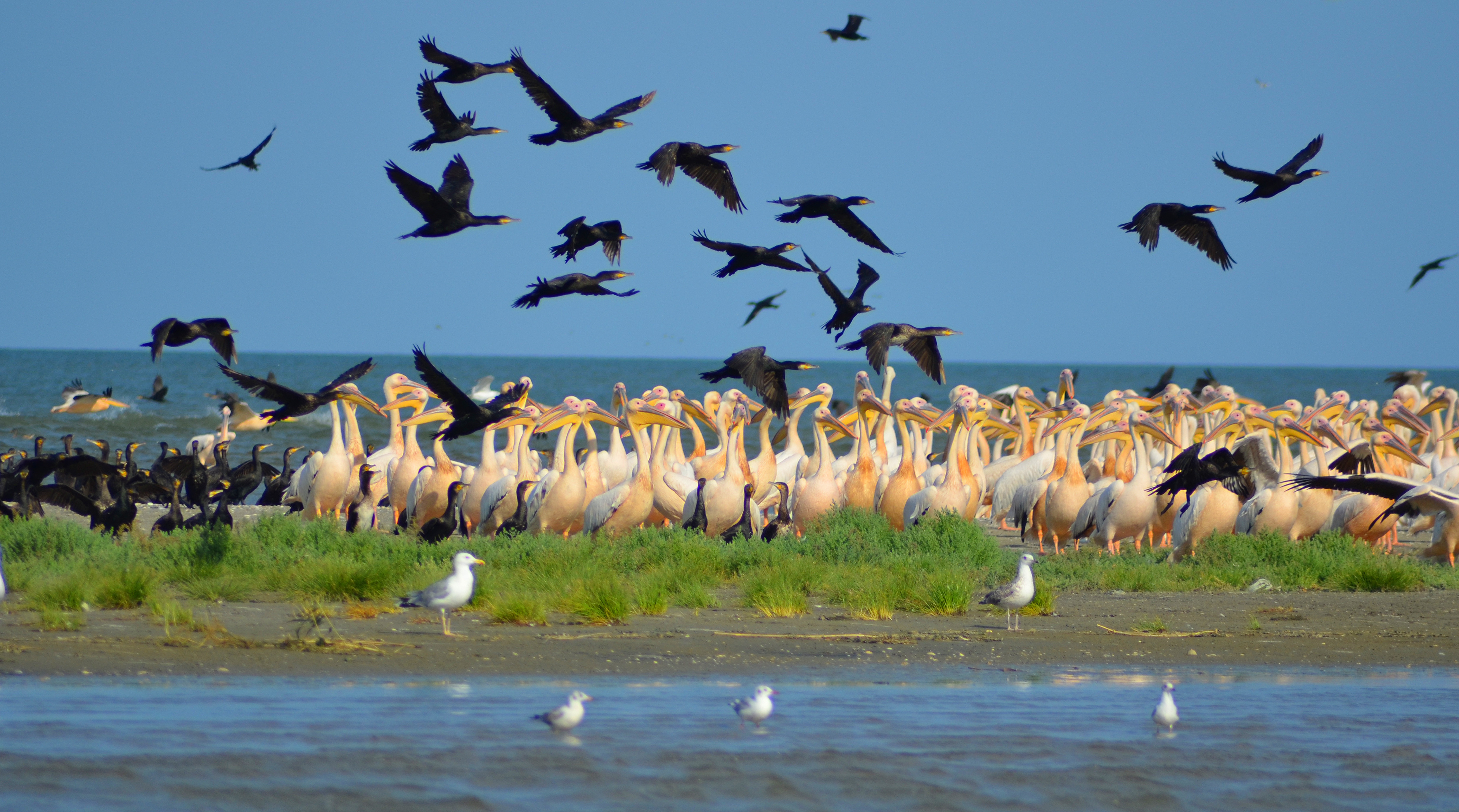
Gemengde kolonie van roze pelikanen en aalscholvers (Phalacrocorax carbo).

...
Askania-Nova · 
Doenajsky · 
Gorgani · 
Karpaten · 
Loehansky · 
Medobory · 
Oekraïense Steppe · 
Tsjernobyl · 
Zwarte Zee
...